# Fournier RF-3
Pour les articles homonymes, voir Fournier.
Le Fournier RF-3 est un motoplaneur monoplace qui a été dessiné par René Fournier et construit en série par la Société Alpavia.

## Avant le RF-3, le RF-2
Ce motoplaneur monoplace, monoplan à aile basse et train monotrace construit en bois, était lui-même l'évolution du premier avion de René Fournier, le Fournier RF-1. Deux exemplaires furent construits par la société des Avions Pierre Robin, à Dijon, avec le soutien financier de l'administration française, le F-BJSR (c/n 01) et le F-BJSY (c/n 02). Ce dernier servit de prototype au modèle RF-3.  L'un d'eux est stocké au musée de l'air et de l'espace du Bourget, l'autre est encore en service à l'aéroclub privé de La Tranclière dans l'Ain.

## Alpavia Fournier RF-3
La construction des RF-2 ayant été retardée chez Avions Pierre Robin, trop occupé à produire les Jodel, René Fournier créa en association avec le Comte d'Assche  la société Alpavia à Gap dans les Hautes Alpes. Entre-temps le motoplaneur avait fait l’objet d’améliorations et la tête de série, rebaptisée RF-3, effectua son premier vol le 6 mars 1963. Alpavia en produira 88 exemplaires jusqu'en 1966.
En 1965 le français Gérard Pic a établi un record d'altitude, hélice calée, dans l'onde des Pyrénées (11,200 m) sur RF-3.

## Modèle dérivé
- Fournier RF-4